# As-Sanamayn

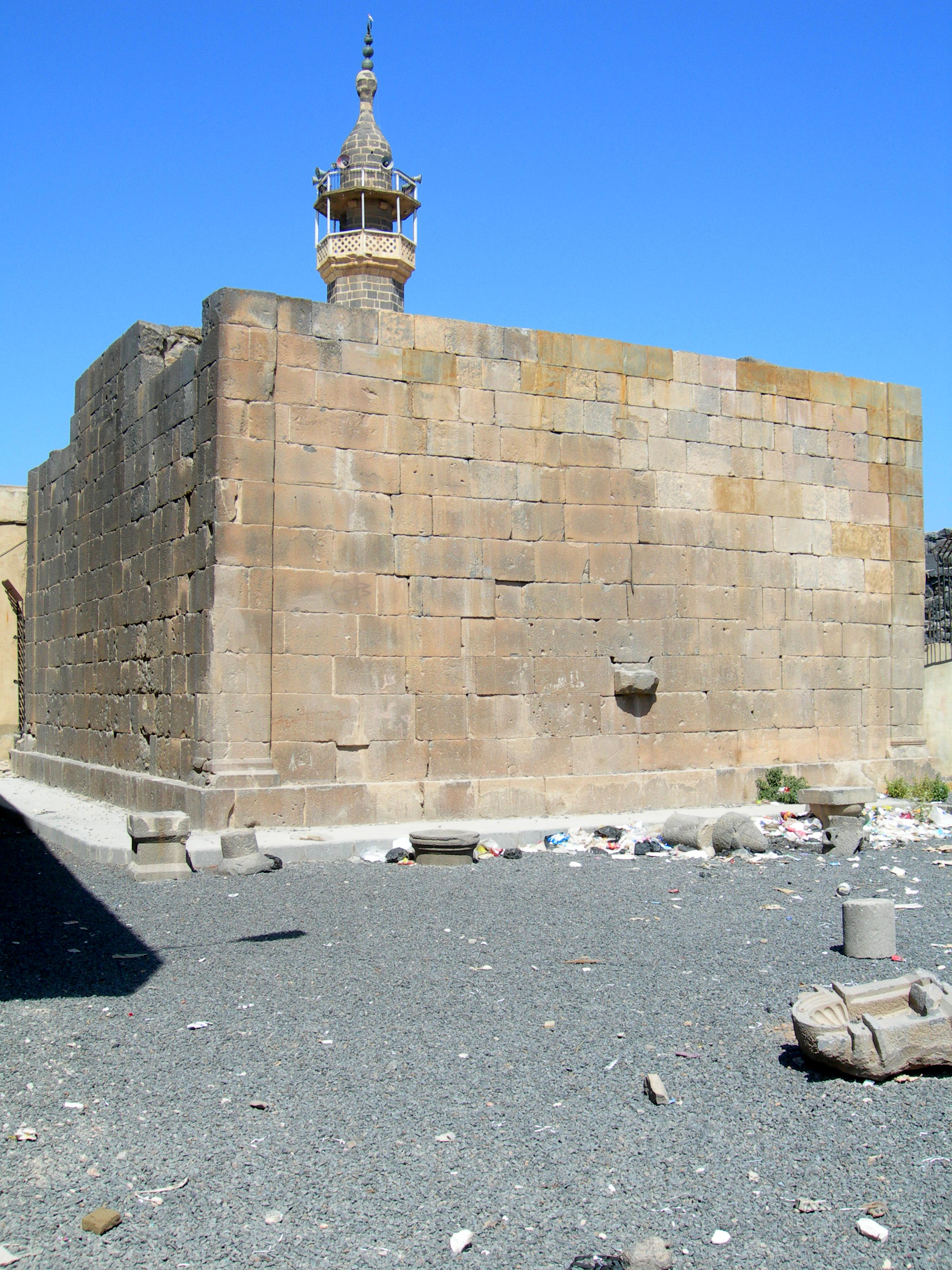
Romerskt tempel i as-Sanamayn.

as-Sanamayn (arabiska الصنمين) är en stad i sydvästra Syrien. Den är en av de största städerna i provinsen Dara och hade 26 268 invånare vid folkräkningen 2004.